# 郊区 (銅陵市)
郊区（こう-く）は中華人民共和国安徽省銅陵市に位置する市轄区。
2019年前半期に悦江区（えつこうく）へ改称しようとしたが、まだ実現されていない。

## 行政区画
- 街道:橋南街道、安砿街道
- 鎮:銅山鎮、大通鎮、老洲鎮、陳瑤湖鎮、周潭鎮
- 郷:灰河郷